# 데니소바 동굴
데니소바 동굴(러시아어: Денисова пещера)은 러시아 알타이 변경주 알타이산맥의 바셸락스키산맥에 있는 동굴이다.
이곳은 고고학 및 고생물학적으로 중요한 유물을 많이 제공한 것으로 널리 알려져 있다. 특히 2008년에 발견된 뼈 조각은 2010년에 독립적인 초기 인류 종인 데니소바인의 것으로 확정되었으며, 이 종은 동굴의 이름을 따서 명명되었다. 기원전 4만년경으로 추정되는 유물 등 다른 유물들도 발견되었다. 3만 2천년 전의 선사시대 말속 말의 유해도 이 동굴에서 발견되었다.
이 동굴은 과거에 네안데르탈인과 현대 인류가 동시에 거주했던 것으로 추정되는 지역에 위치한다. 2016년 고고학 유적지에서 5만 년 전의 것으로 추정되는 바늘이 발견되었으며, 이는 알려진 가장 오래된 바늘로 묘사되었다 (다만 남아프리카에서 기원전 6만 1천년경으로 약 1만 년 더 오래된 바늘이 있을 가능성도 있다.).
데니소바인, 네안데르탈인, 그리고 관련 잡종들은 데니소바 동굴에 오랜 기간 거주했을 수 있지만, 동시에 동굴을 공유했는지는 불분명하다. 동굴에서 발견된 바늘 및 기타 특정 유물의 소유권이 호모 사피엔스에 속하는지 또는 데니소바인(때로는 호모 데니소바라고도 알려져 있음)에 속하는지는 불확실하다.

## 설명
러시아 내 알타이 변경주와 알타이 공화국 경계 근처에 위치한 이 동굴은 초르니 아누이(Chorny Anui, Чёрный Ануй) 마을과 지역 수도인 바르나울에서 남쪽으로 약 150 km (93 mi) 떨어져 있다. 아누이강 (오비강의 왼쪽 지류) 오른쪽 둑 위 약 28 m (92 ft)에 위치한 이 동굴은 상부 실루리아기 석회암으로 형성되었으며, 바닥 면적은 약 270 m2 (2,900 ft2)이다. 동굴은 세 개의 통로로 구성되어 있다. 중앙 통로인 주 통로에는 9 m × 11 m (30 ft × 36 ft) 크기의 바닥이 있으며, 동쪽 통로와 남쪽 통로가 옆에 있다.
동굴 퇴적물에는 멸종된 동물을 포함한 동물의 유해가 풍부하다. 27종의 대형 및 중형 포유류(예: 동굴 하이에나, 스펠라에아 동굴사자, 등)와 39종의 소형 포유류, 그리고 파충류, 50종의 조류 및 기타 척추동물의 유해가 발견되었다. 동굴 퇴적물에서 발견된 꽃가루는 고기후학 연구에 사용된다.

## 역사
18세기에 이 동굴은 고의식파 은둔자 디오니시(Dyonisiy, Denis)가 거주했으며, 그의 이름을 따서 명명되었다.
1970년대에 러시아 과학자들은 이 동굴에서 고고학 유적을 발견했으며, 이는 추가 탐사로 이어졌다. 현재까지 22개의 지층이 확인되었으며, 디오니시 시대부터 약 12만 5천 년에서 18만 년 전까지의 고고학적 유물이 발견되었다. 지층의 연대 측정은 퇴적물의 열발광 연대측정을 통해 이루어졌으며, 일부 경우에는 숯의 방사성 탄소 연대 측정을 사용했다.

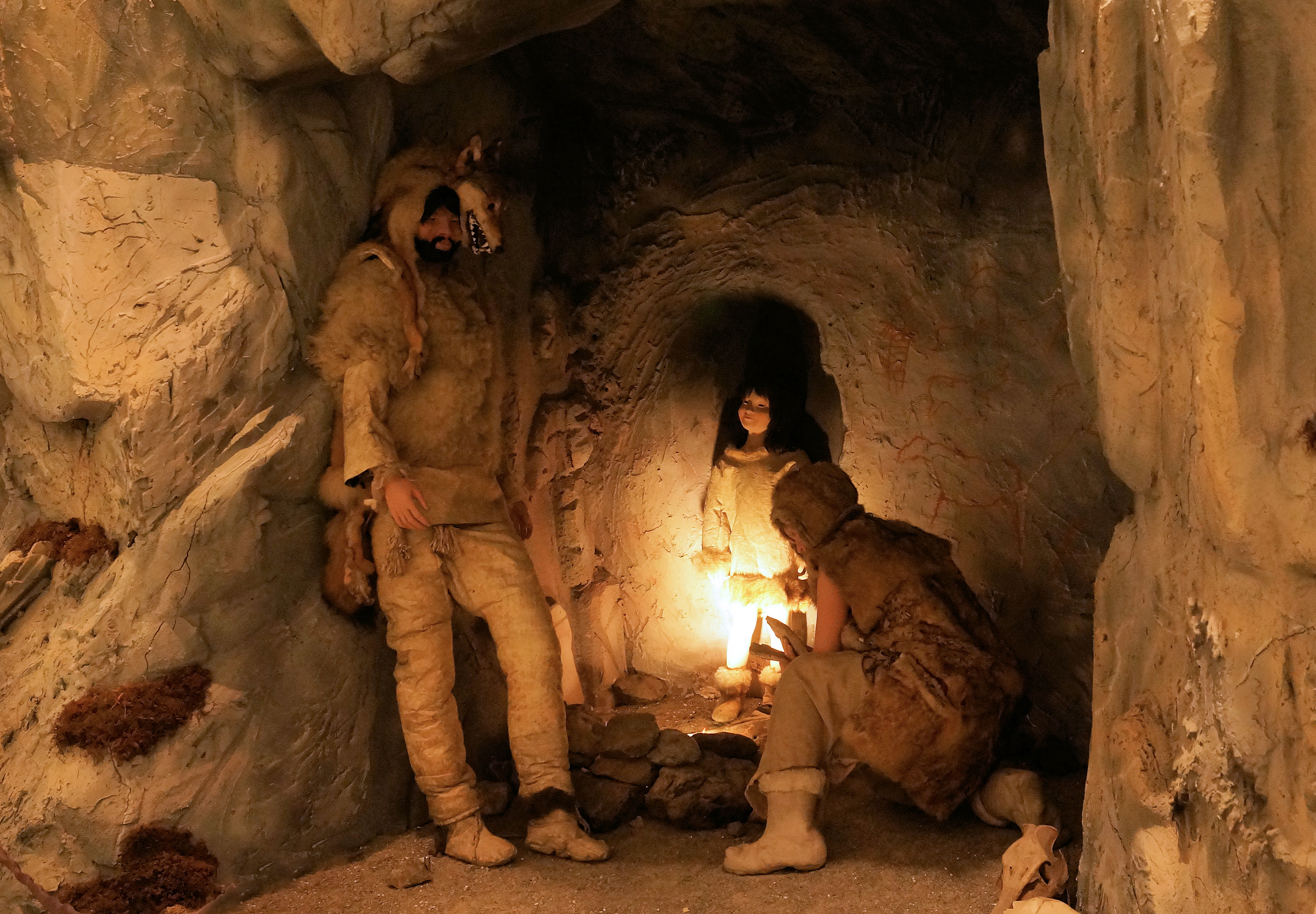
Reconstruction of Altaic cave site, 150.000-10.000 BCE. 알타이 공화국 국립박물관

고고학 유물 중에는 네안데르탈인에게 귀속되는 무스티에 문화 및 르발루아 기법 양식의 도구가 있다. 도구 외에도 연구자들은 뼈, 털매머드 상아, 동물 이빨, 타조 알 껍데기로 만든 장식품, 드릴링, 가공 및 연마된 짙은 녹색 클로라스트롤라이트 석재 팔찌 조각, 그리고 펜던트를 발견했다. 약 5만 년 전의 것으로 추정되는 새 뼈로 만든 seven-센티미터 (2.8 in) 크기의 바늘이 데니소바 동굴에서 발견되었다. 이 동굴에는 현대 인류가 만든 석기 도구와 뼈 유물도 포함되어 있으며, 페보는 "세 인류 형태 모두가 한때 살았던 것으로 확신하는 유일한 장소는 바로 이 데니소바 동굴이다"라고 언급했다.
데니소바인, 네안데르탈인, 그리고 관련 잡종들은 수천 년 동안 데니소바 동굴에 거주했을 수 있지만, 그들이 동굴을 공유했는지는 불분명하다.
2019년, 노보시비르스크에 있는 러시아 과학원 고고학 및 민족학 연구소의 고고학팀은 시베리안 타임즈에 따르면 털매머드 상아로 만든 4만 5천 년 전의 스펠라에아 동굴사자 상을 발견했다. 이 42mm 길이, 8mm 두께, 11mm 높이의 작은 조각상은 데니소바 동굴 남쪽 갤러리의 11번째 층에서 발굴되었다. 시베리아 고고학자들에 따르면, 이 후기 구석기 시대 예술가가 만든 이 조각상은 세계에서 가장 오래된 동물 조각상일 수 있다. 사자의 뒷다리, 사타구니, 등, 배는 18줄의 홈 장식으로 덮여 있으며 머리는 없다. 사자의 오른쪽에는 4개의 홈이 있는 추가 줄이 두 줄 있다.

## 고고유전학
동굴의 연평균 온도는 0°C (32°F)를 유지하며, 이는 발견된 유해들 사이에서 고대 DNA가 보존되는 데 기여했다.

### 데니소바인
노보시비르스크에 있는 러시아 과학원 고고학 및 민족학 연구소의 과학자들이 이 동굴을 조사했다. 약 3만 년에서 4만 8천 년 전(9-11층)에 남겨진 유물들 중에서 뼈가 확인되었다. 이 뼈들 중 하나는 동쪽 갤러리의 11.2층에서 발견된 아동의 수지뼈 조각이었다. 이 화석은 스반테 페보와 라이프치히에 있는 막스 플랑크 진화 인류학 연구소의 동료들에 의해 분석되었으며, 그 미토콘드리아 DNA는 알려진 인류 패턴과 다른 구조를 보여 "데니소바인"으로 분류되었다. 페보와 그의 동료들은 처음에는 데니소바인을 별도의 종으로 분류할 생각이었으나, 결과 발표 전에 마음을 바꿨다. 추가 분석 결과 데니소바인은 네안데르탈인과 관련이 있으며 현대 멜라네시아인의 조상과 이종교배를 한 것으로 나타났다.

### 네안데르탈인 유해: 알타이 네안데르탈인

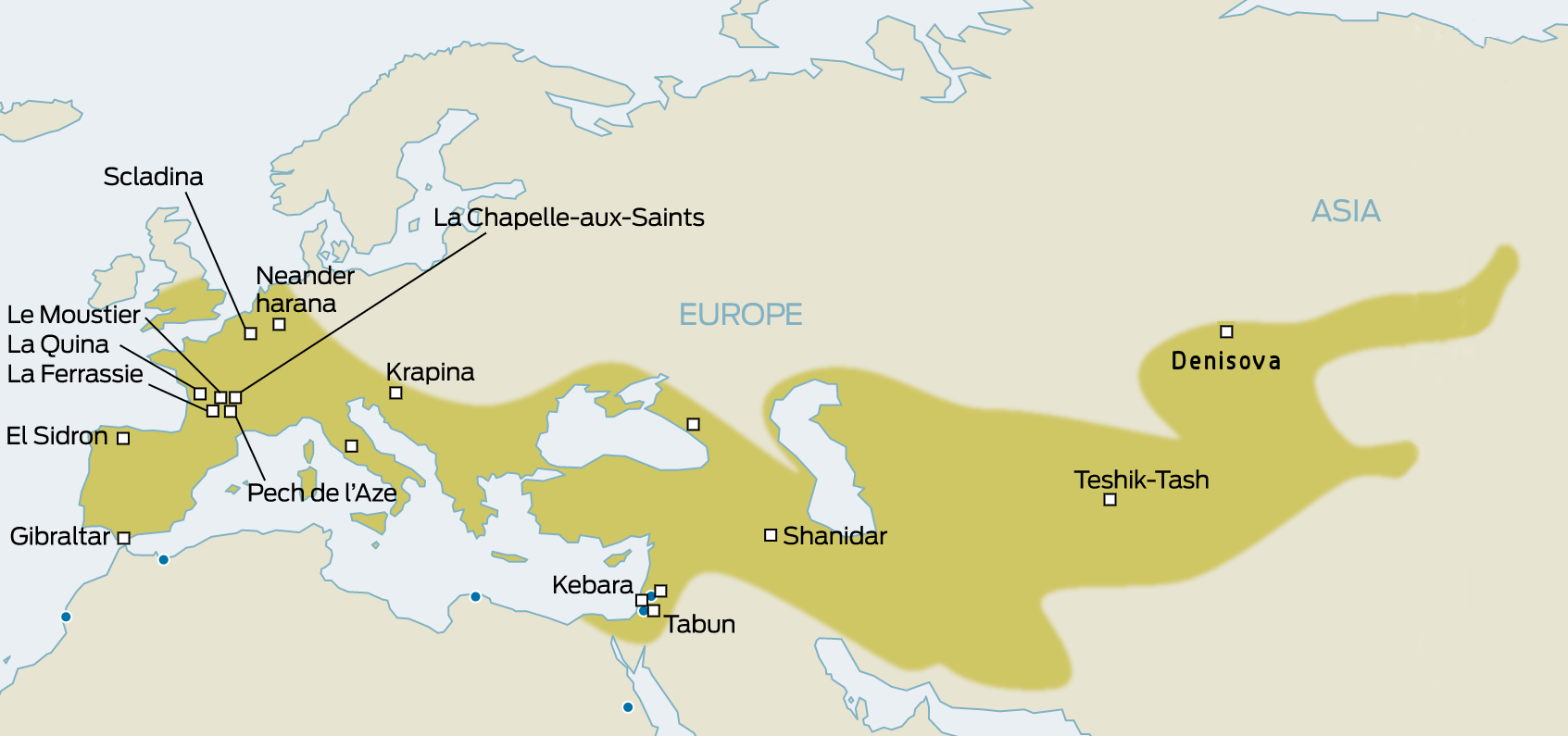
네안데르탈인 분포.

2010년 동굴 동쪽 갤러리 11.4층에서 발가락 뼈가 발견되었는데, 이는 데니소바인의 손가락뼈와 동시대의 것이다. 이 뼈의 미토콘드리아 DNA 예비 특성 분석 결과 데니소바인이 아닌 네안데르탈인의 것으로 밝혀졌다. 이후 분석에서 이 발가락 뼈가 네안데르탈인의 것임을 확인했다. 네안데르탈인의 첫 고해상도 게놈은 이 발가락 뼈에서 얻어졌다.
이 네안데르탈인은 알타이 네안데르탈인으로 불린다. 알타이 네안데르탈인은 약 12만 년 전의 것으로 추정된다. 핵 DNA가 회수된 다른 네안데르탈인들은 모두 알타이 네안데르탈인보다 서로 유전적으로 더 가깝다. 현대 인류와 우스트이심인은 알타이 네안데르탈인보다 다른 모든 네안데르탈인과 더 많은 대립유전자를 공유하는데, 이는 네안데르탈인에서 인류로의 유전자 이입이 알타이 네안데르탈인 혈통이 다른 네안데르탈인 혈통에서 분리된 후에 일어났음을 보여준다.

### 데니소바 11: 1세대 네안데르탈인과 데니소바인 혼혈

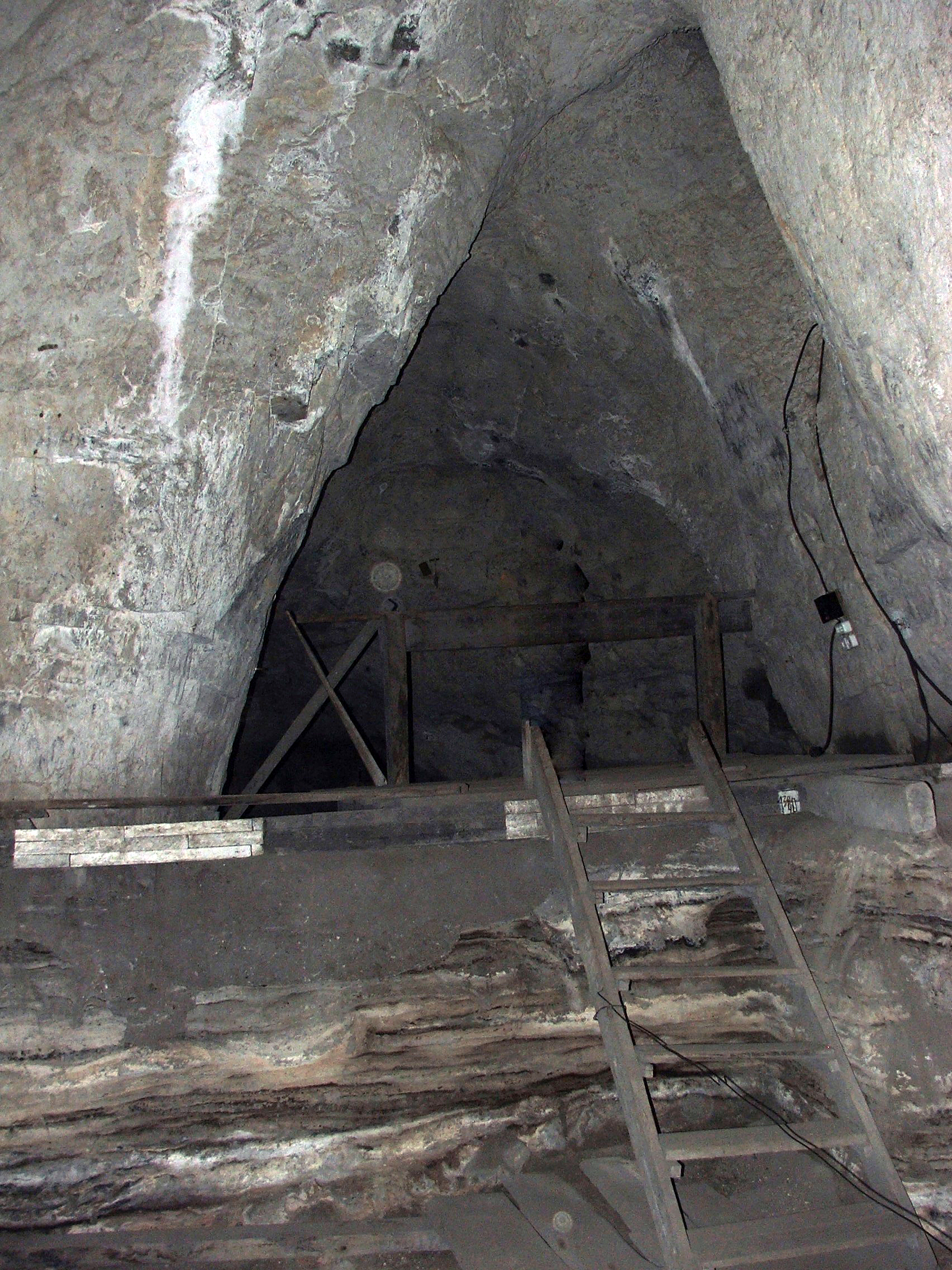
동굴 내부, 2008년

고대 뼈 샘플의 콜라겐 펩타이드 질량 지문 분석을 종 식별에 사용하여, 2012년 또는 2014년 발굴에서 나온 2,315개의 미확인 뼈 조각을 분류할 수 있었다. 동쪽 갤러리 12층에서 채취된 샘플 DC1227(데니소바 11)은 인간의 특성을 가지고 있었다. 이는 멸종된 인류의 존재를 성공적으로 식별하는 데 이 기술이 사용된 첫 사례였다. DC1227은 무게 1.68 g (0.059 oz)의 뼈 조각으로, 최대 길이 24.7 mm (0.97 in) 및 최대 너비 8.39 mm (0.330 in)를 측정했다. 추가 분석 결과 이 뼈 조각은 네안데르탈인 미토콘드리아 DNA(mtDNA)를 가지고 있는 것으로 나타났다.
데니소바 11의 총유전체 시퀀싱 및 기타 2.6배 커버리지 특성 분석 결과, 이 표본은 사망 당시 최소 13세였던 여성의 것으로 밝혀졌다. 데니소바 11은 네안데르탈인 어머니와 데니소바인 아버지 사이의 혼혈 자손인 것으로 확인되었다. 모든 고대 인류 게놈 기록과 전체 게놈을 비교한 결과, 데니소바 11은 데니소바 3과 가장 유전적 친화성을 공유하며, 그녀의 데니소바인 아버지가 어떤 시퀀싱된 네안데르탈인 어머니보다 데니소바 3과 더 밀접하게 관련되어 있음을 나타낸다. 데니소바 3처럼 이 아버지도 먼 과거, 즉 300세대 이상 이전에 일어난 혼합 사건으로 인해 일부 유전자 이입된 네안데르탈인 DNA를 가지고 있으며, 그 서열은 알타이 네안데르탈인 게놈과 유사하다. 그러나 데니소바 11의 어머니는 알타이 네안데르탈인보다는 크로아티아의 빈디야 동굴에서 발견된 네안데르탈인 표본 빈디야 33.19 및 다른 시퀀싱된 네안데르탈인 개체와 유전적으로 더 가까웠다. 이는 데니소바 동굴 주변 지역의 네안데르탈인 개체군과 관련된 이주 또는 개체군 변화를 시사한다.

### 토양 DNA
데니소바 동굴에서 채취한 토양 샘플에서 DNA 시퀀싱을 통해 여러 샘플에서 네안데르탈인 및 데니소바인 미토콘드리아 DNA와 여러 동물의 DNA가 발견되었다. 네안데르탈인 미토콘드리아 DNA는 주 갤러리의 15층 토양 샘플에서 발견되었는데, 이 층은 구석기 시대 유물과 관련이 있지만 네안데르탈인 화석은 발견되지 않았다. 네안데르탈인 및 데니소바인 미토콘드리아 DNA는 각각 동쪽 갤러리의 14층과 15층 샘플에서 발견되었는데, 이는 이전 화석 발견지보다 낮은 곳이다.

### 오보도프 말
데니소바 동굴에서 채취된 약 3만 2천 년 전의 말속 말 화석에서도 미토콘드리아 DNA가 회수되었다. 이 말 화석은 러시아 하카시야 공화국의 프로스쿠리야코바 동굴에서 발견된 4만 년 전 화석을 바탕으로 처음 기술된 멸종된 종인 에쿠우스 오보도비(Equus ovodovi)의 것으로 확인되었다. 데니소바 샘플의 미토콘드리아 DNA는 프로스쿠리야코바 동굴에서 채취된 샘플과 밀접한 친화성을 보인다. DNA 분석 결과 에쿠우스 오보도비는 계통발생학적으로 비카발라인 말의 기저 그룹으로, 얼룩말과 당나귀와 더 밀접한 유전적 친화성을 가진다.

### 고대 북유라시아 여성

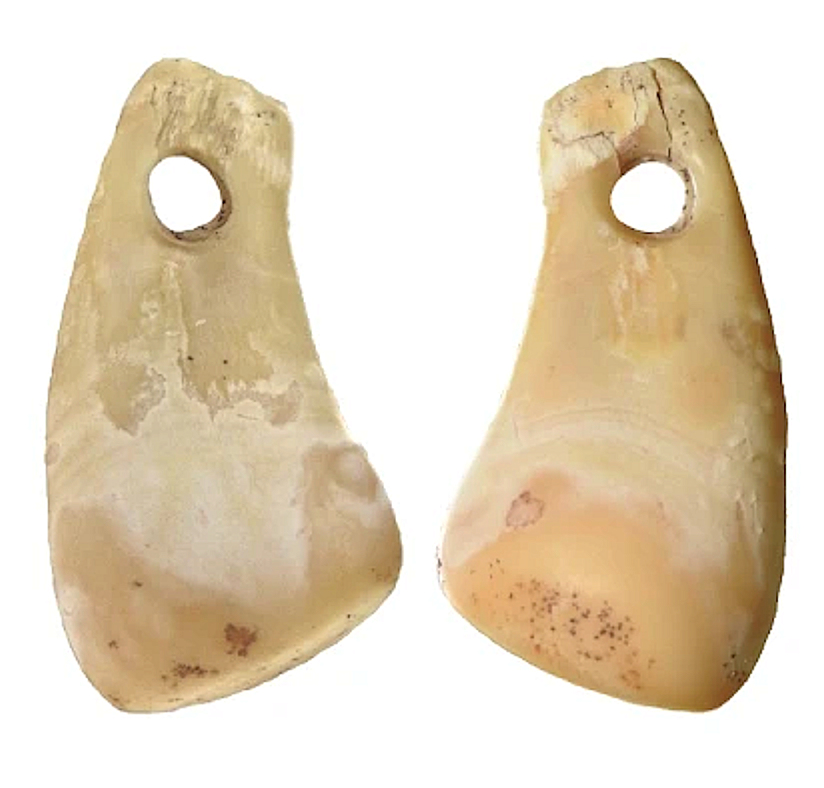
데니소바 동굴에서 발견된 고대 북유라시아인 여성의 사슴 이빨 펜던트, 약 24,700년 전으로 추정.

고대 북유라시아인(ANE) 여성의 유전 물질이 포함된 사슴 이빨 펜던트가 데니소바 동굴에서 발견되었으며, 약 24,700년 전의 것으로 추정된다. 이 여성은 동쪽에서 더 멀리 떨어진 곳에서 발견된 말타 및 아폰토바 고라 표본과 밀접한 관련이 있는 것으로 밝혀졌다.

## 화석
지금까지 데니소바 동굴에서 DNA를 통해 7명의 개별 개체 화석이 확인되었다. 데니소바 2, 데니소바 3, 데니소바 4, 데니소바 8, 그리고 데니소바 25 중 4명은 데니소바인으로 분류된다. 데니소바 2와 데니소바 3은 어린 여성이고, 데니소바 4와 데니소바 8은 성인 남성이다. 데니소바 개체들의 mtDNA 분석 결과, 데니소바 2가 가장 오래되었고, 그 다음이 데니소바 8이며, 데니소바 3과 데니소바 4는 거의 동시대에 살았던 것으로 추정된다. 데니소바 25는 20만 년 전으로 추정된다.
개체 중 하나인 알타이 네안데르탈인은 네안데르탈인 여성이다. DNA 시퀀싱 전, 알타이 네안데르탈인은 잠정적으로 데니소바 5라는 이름이 주어졌다. 2018년, 데니소바 11은 총유전체 시퀀싱 및 비교를 기반으로 네안데르탈인/데니소바 혼혈로 확인되었다.
DNA 시퀀싱 과정에서 데니소바 2, 데니소바 4, 데니소바 8은 저커버리지 게놈을, 데니소바 3, 데니소바 25, 알타이 네안데르탈인은 고커버리지 게놈을 생성했다.
| 이름                                | 요소               | 층위    | 위치        | 유형                         | 연대               | 성별 | 발견                  | 첫 공개                 | 사진 | 비고                                                                                         |
| ----------------------------------- | ------------------ | ------- | ----------- | ---------------------------- | ------------------ | ---- | --------------------- | ----------------------- | --- | -------------------------------------------------------------------------------------------- |
| 데니소바 2                          | 유치 어금니        | 22.1    | 주 갤러리   | 데니소바인                   | >100 ka            | 여성 | 1984                  |                         | |                                                                                              |
| 데니소바 3 또는 X 우먼              | 손가락 지골        | 11.2    | 동쪽 갤러리 | 데니소바인                   | 30–50 ka           | 여성 | 2008 미하일 슌코프 팀 | 요하네스 크라우제 등    | 지골 복제품. mtDNA 연구를 위해 파괴되었다.                                                                                                 | mtDNA 연구를 위해 두 조각으로 잘라 한 조각은 부분적으로 파괴되었다.                          |
| 데니소바 4                          | 상악 어금니        | 11.1    | 남쪽 갤러리 | 데니소바인                   | 30–50 ka           | 남성 | 2000                  |                         | 데니소바인의 어금니 복제품. mtDNA 연구를 위해 뿌리 부분이 파괴되었다. 크기와 모양으로 미루어 네안데르탈인이나 호모 사피엔스의 것은 아니다. |                                                                                              |
| 알타이 네안데르탈인 또는 데니소바 5 | 발가락 지골 근위골 | 11.4    | 동쪽 갤러리 | 네안데르탈인                 | 30–50 ka (논란 중) | 여성 | 2010                  | M.B. 메드니코바 (2011)  | [ 40 ] | mtDNA 분자 시계 분석 결과, 이 표본은 대신 약 12만 년 전으로 거슬러 올라가는 것으로 나타났다. |
| 데니소바 8                          | 상악 어금니        | 11.4–12 | 동쪽 갤러리 | 데니소바인                   |                    | 남성 |                       |                         | |                                                                                              |
| 데니소바 11                         | 긴 뼈 조각         | 12      | 동쪽 갤러리 | 네안데르탈인/데니소바인 혼혈 | ~90 ka             | 여성 | 2014                  | 서맨사 브라운 등 (2016) | |                                                                                              |
| 데니소바 25                         | 어금니             |         |             | 데니소바인                   | ~200 ka            | 남성 | 2024                  | 2024                    | |                                                                                              |

이 동굴에는 또한 털매머드, 털코뿔소, 야생말, 에쿠우스 오보도비, 큰뿔사슴, 시베리아노루, 말사슴, 말코손바닥사슴, 순록, 야생야크, 스텝들소, 눈표범, 유라시아동굴사자, 스라소니, 마눌, 동굴 하이에나, 코사크여우, 붉은여우, 회색늑대, 승냥이, 불곰, 플라이스토세 작은동굴곰, 울버린, 족제비, 쇠족제비, 고산족제비, 스텝긴털족제비, 북방족제비, 검은담비, 유럽비버, 그리고 알타이마멋의 유해가 보존되어 있다.

## 같이 보기
- 클로비스 문화